# Mario Argandoña
Mario Luis C. Argandoña Galetti (né à Santiago le 23 septembre 1950) est un chanteur, batteur, percussionniste, guitariste, compositeur, arrangeur, producteur et éditeur chilien installé en Allemagne. Il a obtenu le succès international pendant les années 1980 avec le thème Brown Eyes.

## Carrière
Clairement influencé par le succès mondial des Beatles, Mario Argandoña décide se consacrer à la musique au début des années 1970. Sa première incursion musicale a lieu très jeune, lorsqu'il intègre un groupe théâtral qui donne des représentations de l'œuvre musicale Jésus-Christ Superstar au Théâtre Municipal de Santiago. Dans cette œuvre il tient le rôle principal de Jésus.
En 1974, il s'exile en Allemagne. Il y monte son premier groupe appelé « Santiago » dans lequel il est chanteur et batteur. Son premier single New Guitar atteint la quatrième place dans les charts allemands de RTL. En 1980, le groupe gagne le Deutscher Schallplattenpreis, équivalent allemand du Grammy, pour son album Walking The Voodoo Nights.
En 1981, il enregistre avec le groupe « Pedal Point » le LP Dona Nobis Pacem et joue en tournée avec le groupe hollandais Focus, dirigé par Jan Akkerman et Thijs van Leer.
Pendant une grande partie des années 1980, il compose et joue en concert avec le chanteur espagnol Miguel Rivières. Ils enregistrent ensemble huit disques, depuis Rock and Rios, réalisé en 1982.
Entre 1986 et 1987, il enregistre un album en solo pour le label EMI duquel sera extrait le single Brown Eyes, reconnu internationalement. À cette époque, il compose aussi des mélodies pour des films tels que Killing Car et Zabou.
Parmi ses thèmes ses plus connus figurent Sudamérica (1988) et The Heat of the Night (1987).
Entre 1987 et 1998, il enregistre et il part en tournées aux États-Unis avec le groupe anglais de jazz « Acoustic Alchemy », dans lequel il chante et joue des percussions. Avec ce groupe, il enregistre dix albums et est nommé aux Grammy en 1997. Il compose en plus des musiques pour des programmes de la télévision allemande Hit Parade et Kaum zu Glauben.
Il se produit aussi à Londres au Royal Albert Hall avec le groupe Deep Purple en invité spécial pour l'enregistrement du DVD et CD en live du Concerto for Group and Orchestra avec le London Symphony Orchestra.
Il joue à Lisbonne en 2001 avec le groupe Scorpions pour l'enregistrement de l'album Acoustica. Il se produit également avec Jon Lord, Frida, Sam Brown et Miller Anderson sur le CD et DVD Beyond the Notes (EMI).
Ces dernières années, il réalise des prestations avec des artistes tels que Scorpions, Jon Lord, Robert Plant, BAP et l'autrichien Reinhard Fendrich.
En 2014, il participe au concert enregistré (CD/DVD) Celebrating Jon Lord au Royal Albert Hall (Londres) en compagnie de Deep Purple, Bruce Dickinson, Paul Weller, Rick Wackeman, Wix Wickens et de nombreux autres artistes.
Depuis 2005 il travaille pour sur des projets pédagogiques comprenant jusqu'à 4 000 garçons à la fois, âgés de 3 à 11 ans, avec des tambours africains « Argandona-Trommelwelt ».

## Discographie

### Santiago
- 1980 : Walking The Voodoo Nights[1]

### Pedal Point
- 1981 : Dona Nobis Pacem

### Miguel Rivières
- 1982 : Rock and Rios
- 1983 : El Rock de una noche de verano
- 1984 : La encrucijada
- 1985 : Lo más de rock en el ruedo
- 1986 : El año del cometa
- 1987 : Que noche la de aquel año
- 1989 : Miguel Ríos
- 1991 : Directo al corazón

### Acoustic Alchemy
- 1987 : Red Dust and Spanish Lace
- 1988 : Natural Elments
- 1989 : Blue Chip
- 1990 : Referent Point
- 1991 : Back On The Case
- 1992 : Early Alchemy
- 1993 : The New Edge
- 1994 : Againt the Grain
- 1996 : Arcanum
- 1998 : Positive Thinking...

### Bande originale
- 1985 : Killing Car

### En solo

#### Album
- 1986 : For My Only One

#### Single
- 1985 : Gold Is Good
- 1986 : Killing Cars
- 1987 : Sailors
- 1987 : Brown Eyes
- 1988 : Sudamerica

### Deep Purple
- 2000 : In Concert with The London Symphony Orchestra

### Scorpions
- 2001 : Acoustica

### Jon Lord
- 2004 : Beyond the notes

### Artistes divers
- 2014 : Celebrating Jon Lord